# (29303) 1993 TO36
(29303) 1993 TO36 là một tiểu hành tinh vành đai chính. Nó được phát hiện bởi Henry E. Holt ở Đài thiên văn Palomar ở Quận San Diego, California, ngày 11 tháng 10 năm 1993.